# Freestyle-Skiing-Weltcup 2004/05
Die Saison 2004/05 des von der FIS veranstalteten Freestyle-Skiing-Weltcups begann am 4. September 2004 in Mount Buller (Australien) und endete am 11. März 2005 in Madonna di Campiglio (Italien). Ausgetragen wurden Wettbewerbe in den Disziplinen Aerials (Springen), Moguls (Buckelpiste) und Skicross. Höhepunkt und Abschluss der Saison war die Weltmeisterschaft 2005 vom 17. bis 20. März in Ruka (Finnland).

## Abkürzungen
- AE = Aerials
- MO = Moguls
- SX = Skicross

## Männer

### Weltcupwertungen
| Gesamtwertung \| Rang \| Name \| Punkte \| \| ---- \| --------------- \| ------ \| \| 1 \| Jeremy Bloom \| 75 \| \| 2 \| Tomáš Kraus \| 68 \| \| 3 \| Isidor Grüner \| 65 \| \| 4 \| Jeret Peterson \| 58 \| \| 5 \| Stanley Hayer \| 56 \| \| 6 \| Steve Omischl \| 50 \| \| 7 \| Dale Begg-Smith \| 43 \| \| 8 \| Nathan Roberts \| 40 \| \| 9 \| Mikko Ronkainen \| 38 \| \| 10 \| Travis Mayer \| 38 \| |                 |        |
| Rang | Name            | Punkte |
| 1 | Jeremy Bloom    | 75     |
| 2 | Tomáš Kraus     | 68     |
| 3 | Isidor Grüner   | 65     |
| 4 | Jeret Peterson  | 58     |
| 5 | Stanley Hayer   | 56     |
| 6 | Steve Omischl   | 50     |
| 7 | Dale Begg-Smith | 43     |
| 8 | Nathan Roberts  | 40     |
| 9 | Mikko Ronkainen | 38     |
| 10 | Travis Mayer    | 38     |

| Rang | Name                    | Punkte |
| ---- | ----------------------- | ------ |
| 1    | Jeret Peterson          | 694    |
| 2    | Steve Omischl           | 604    |
| 3    | Han Xiaopeng            | 455    |
| 4    | Dmitri Archipow         | 447    |
| 5    | Dsmitryj Daschtschynski | 440    |
| 6    | Ryan St. Onge           | 432    |
| 7    | Qiu Sen                 | 404    |
| 8    | Aljaksej Hryschyn       | 376    |
| 9    | Joe Pack                | 373    |
| 10   | Warren Shouldice        | 348    |

| Rang | Name              | Punkte |
| ---- | ----------------- | ------ |
| 1    | Jeremy Bloom      | 820    |
| 2    | Dale Begg-Smith   | 478    |
| 3    | Nathan Roberts    | 444    |
| 4    | Mikko Ronkainen   | 430    |
| 5    | Travis Mayer      | 419    |
| 6    | Travis Cabral     | 413    |
| 7    | Toby Dawson       | 353    |
| 8    | Janne Lahtela     | 289    |
| 9    | Marc-André Moreau | 266    |
| 10   | Guilbaut Colas    | 256    |

| Rang | Name               | Punkte |
| ---- | ------------------ | ------ |
| 1    | Tomáš Kraus        | 400    |
| 2    | Isidor Grüner      | 391    |
| 3    | Stanley Hayer      | 338    |
| 4    | Andreas Steffen    | 224    |
| 5    | Simon Bastelica    | 211    |
| 6    | Roman Hofer        | 163    |
| 7    | Christian Cretier  | 160    |
| 8    | Lars Lewén         | 158    |
| 9    | Tommy Eliasson     | 131    |
| 10   | Karl Heinz Molling | 123    |

### Podestplätze
| Datum                                            | Ort                  | Disz. | 1. Platz                | 2. Platz             | 3. Platz                |
| ------------------------------------------------ | -------------------- | ----- | ----------------------- | -------------------- | ----------------------- |
| 04.09.2004                                       | Mount Buller         | AE    | Martin Walti            | Han Xiaopeng         | Aleš Valenta            |
| 05.09.2004                                       | Mount Buller         | AE    | Aleš Valenta            | Jeret Peterson       | Dsmitryj Daschtschynski |
| 25.10.2004                                       | Saas-Fee             | SX    | Isidor Grüner           | Stanley Hayer        | Hiroomi Takizawa        |
| 16.12.2004                                       | Tignes               | MO    | Janne Lahtela           | Travis Mayer         | Travis Cabral           |
| 07.01.2005                                       | Les Contamines       | SX    | Tomáš Kraus             | Stanley Hayer        | Isidor Grüner           |
| 08.01.2005                                       | Mont Tremblant       | MO    | Toby Dawson             | Jeremy Bloom         | Luke Westerlund         |
| 09.01.2005                                       | Mont Tremblant       | AE    | Ryan St. Onge           | Jeret Peterson       | Joe Pack                |
| 14.01.2005                                       | Lake Placid          | AE    | Dmitri Archipow         | Warren Shouldice     | Jeff Bean               |
| 15.01.2005                                       | Lake Placid          | MO    | Travis Mayer            | Mikko Ronkainen      | Marc-André Moreau       |
| 16.01.2005                                       | Lake Placid          | AE    | Jeret Peterson          | Jeff Bean            | Steve Omischl           |
| 15.01.2005                                       | Pozza di Fassa       | SX    | Tomáš Kraus             | Simon Bastelica      | Karl Heinz Molling      |
| 21.01.2005                                       | Kreischberg          | SX    | Tomáš Kraus             | Isidor Grüner        | Andreas Steffen         |
| 21.01.2005                                       | Fernie               | AE    | Jeret Peterson          | Stanislaw Krawtschuk | Aljaksej Hryschyn       |
| 22.01.2005                                       | Fernie               | MO    | Nathan Roberts          | Travis Mayer         | Ruslan Scharifullin     |
| 27.01.2005                                       | Deer Valley          | MO    | Jeremy Bloom            | Nathan Roberts       | Toby Dawson             |
| 28.01.2005                                       | Deer Valley          | AE    | Ryan St. Onge           | Joe Pack             | Steve Omischl           |
| 29.01.2005                                       | Deer Valley          | MO    | Jeremy Bloom            | Dale Begg-Smith      | Janne Lahtela           |
| 05.02.2005                                       | Shenyang             | AE    | Jeret Peterson          | Steve Omischl        | Han Xiaopeng            |
| 05.02.2005                                       | Inawashiro           | MO    | Jeremy Bloom            | Dale Begg-Smith      | Osamu Ueno              |
| 06.02.2005                                       | Inawashiro           | MO    | Jeremy Bloom            | Travis Cabral        | Hiroki Nonogaki         |
| 10.02.2005                                       | Naeba Ski Resort     | SX    | Yukiyo Kobayashi        | Isidor Grüner        | Lars Lewén              |
| 11.02.2005                                       | Naeba Ski Resort     | MO    | Jeremy Bloom            | Marc-André Moreau    | Dale Begg-Smith         |
| 12.02.2005                                       | Changchun            | AE    | Qiu Sen                 | Steve Omischl        | Aljaksej Hryschyn       |
| 18.02.2005                                       | Sauze d’Oulx         | MO    | Jeremy Bloom            | Travis Mayer         | Mikko Ronkainen         |
| 19.02.2005                                       | Sauze d’Oulx         | AE    | Steve Omischl           | Kyle Nissen          | Stanislaw Krawtschuk    |
| 26.02.2005                                       | Voss                 | MO    | Mikko Ronkainen         | Jeremy Bloom         | Fredrik Fortkord        |
| 05.03.2005                                       | Špindlerův Mlýn      | AE    | Dsmitryj Daschtschynski | Han Xiaopeng         | Kyle Nissen             |
| 05.03.2005                                       | Grindelwald          | SX    | Christian Cretier       | Stanley Hayer        | Jesper Brugge           |
| 11.03.2005                                       | Madonna di Campiglio | AE    | Enwer Ablajew           | Jeret Peterson       | Wladimir Lebedew        |
| 17. bis 20. März 2005: Weltmeisterschaft in Ruka |                      |       |                         |                      |                         |

## Frauen

### Weltcupwertungen
| Gesamtwertung \| Rang \| Name \| Punkte \| \| ---- \| ------------------ \| ------ \| \| 1 \| Li Nina \| 85 \| \| 2 \| Ophélie David \| 72 \| \| 3 \| Karin Huttary \| 71 \| \| 4 \| Jennifer Heil \| 71 \| \| 5 \| Lydia Ierodiaconou \| 56 \| \| 6 \| Kari Traa \| 52 \| \| 7 \| Margarita Marbler \| 52 \| \| 8 \| Magdalena Iljans \| 51 \| \| 9 \| Nikola Sudová \| 50 \| \| 10 \| Hannah Kearney \| 44 \| |                    |        |
| Rang | Name               | Punkte |
| 1 | Li Nina            | 85     |
| 2 | Ophélie David      | 72     |
| 3 | Karin Huttary      | 71     |
| 4 | Jennifer Heil      | 71     |
| 5 | Lydia Ierodiaconou | 56     |
| 6 | Kari Traa          | 52     |
| 7 | Margarita Marbler  | 52     |
| 8 | Magdalena Iljans   | 51     |
| 9 | Nikola Sudová      | 50     |
| 10 | Hannah Kearney     | 44     |

| Rang | Name               | Punkte |
| ---- | ------------------ | ------ |
| 1    | Li Nina            | 1025   |
| 2    | Lydia Ierodiaconou | 668    |
| 3    | Guo Xinxin         | 524    |
| 4    | Anna Sukal         | 438    |
| 5    | Jacqui Cooper      | 437    |
| 6    | Evelyne Leu        | 371    |
| 7    | Deidra Dionne      | 368    |
| 8    | Veronika Bauer     | 353    |
| 9    | Ala Zuper          | 341    |
| 10   | Manuela Müller     | 306    |

| Rang | Name                   | Punkte |
| ---- | ---------------------- | ------ |
| 1    | Jennifer Heil          | 780    |
| 2    | Kari Traa              | 571    |
| 3    | Margarita Marbler      | 568    |
| 4    | Nikola Sudová          | 546    |
| 5    | Hannah Kearney         | 482    |
| 6    | Jillian Vogtli         | 411    |
| 7    | Aiko Uemura            | 366    |
| 8    | Stéphanie Saint-Pierre | 357    |
| 9    | Laurel Shanley         | 333    |
| 10   | Michelle Roark         | 332    |

| Rang | Name               | Punkte |
| ---- | ------------------ | ------ |
| 1    | Ophélie David      | 430    |
| 2    | Karin Huttary      | 427    |
| 3    | Magdalena Iljans   | 305    |
| 4    | Franziska Steffen  | 260    |
| 5    | Seraina Murk       | 192    |
| 6    | Josefiina Kilpinen | 185    |
| 7    | Angela Senftinger  | 174    |
| 8    | Sanna Tidstrand    | 163    |
| 9    | Émilie Serain      | 154    |
| 10   | Saša Farič         | 149    |

### Podestplätze
| Datum                                            | Ort                  | Disz. | 1. Platz            | 2. Platz               | 3. Platz           |
| ------------------------------------------------ | -------------------- | ----- | ------------------- | ---------------------- | ------------------ |
| 04.09.2004                                       | Mount Buller         | AE    | Lydia Ierodiaconou  | Jacqui Cooper          | Anna Sukal         |
| 05.09.2004                                       | Mount Buller         | AE    | Lydia Ierodiaconou  | Deidra Dionne          | Li Nina            |
| 25.10.2004                                       | Saas-Fee             | SX    | Ophélie David       | Ashleigh McIvor        | Virginie Costerg   |
| 16.12.2004                                       | Tignes               | MO    | Jennifer Heil       | Kari Traa              | Sara Kjellin       |
| 07.01.2005                                       | Les Contamines       | SX    | Ophélie David       | Karin Huttary          | Franziska Steffen  |
| 08.01.2005                                       | Mont Tremblant       | MO    | Nikola Sudová       | Margarita Marbler      | Hannah Kearney     |
| 09.01.2005                                       | Mont Tremblant       | AE    | Lydia Ierodiaconou  | Li Nina                | Deidra Dionne      |
| 14.01.2005                                       | Lake Placid          | AE    | Li Nina             | Lydia Ierodiaconou     | Cheng Shuang       |
| 15.01.2005                                       | Lake Placid          | MO    | Jennifer Heil       | Nikola Sudová          | Michelle Roark     |
| 16.01.2005                                       | Lake Placid          | AE    | Li Nina             | Lydia Ierodiaconou     | Ala Zuper          |
| 15.01.2005                                       | Pozza di Fassa       | SX    | Magdalena Iljans    | Ophélie David          | Angela Senftinger  |
| 21.01.2005                                       | Kreischberg          | SX    | Karin Huttary       | Franziska Steffen      | Alexandra Grauvogl |
| 21.01.2005                                       | Fernie               | AE    | Cheng Shuang        | Li Nina                | Veronika Bauer     |
| 22.01.2005                                       | Fernie               | MO    | Kari Traa           | Jennifer Heil          | Jillian Vogtli     |
| 27.01.2005                                       | Deer Valley          | MO    | Michelle Roark      | Margarita Marbler      | Hannah Kearney     |
| 28.01.2005                                       | Deer Valley          | AE    | Li Nina             | Veronika Bauer         | Lydia Ierodiaconou |
| 29.01.2005                                       | Deer Valley          | MO    | Jennifer Heil       | Hannah Kearney         | Nikola Sudová      |
| 05.02.2005                                       | Shenyang             | AE    | Guo Xinxin          | Li Nina                | Lydia Ierodiaconou |
| 05.02.2005                                       | Inawashiro           | MO    | Jillian Vogtli      | Margarita Marbler      | Hannah Kearney     |
| 06.02.2005                                       | Inawashiro           | MO    | Jennifer Heil       | Tae Satoya             | Kari Traa          |
| 10.02.2005                                       | Naeba Ski Resort     | SX    | Karin Huttary       | Franziska Steffen      | Ophélie David      |
| 11.02.2005                                       | Naeba Ski Resort     | MO    | Jennifer Heil       | Kari Traa              | Jillian Vogtli     |
| 12.02.2005                                       | Changchun            | AE    | Li Nina             | Evelyne Leu            | Deidra Dionne      |
| 18.02.2005                                       | Sauze d’Oulx         | MO    | Kari Traa           | Stéphanie Saint-Pierre | Nikola Sudová      |
| 19.02.2005                                       | Sauze d’Oulx         | AE    | Evelyne Leu         | Li Nina                | Guo Xinxin         |
| 26.02.2005                                       | Voss                 | MO    | Aiko Uemura         | Margarita Marbler      | Nikola Sudová      |
| 05.03.2005                                       | Špindlerův Mlýn      | AE    | Li Nina             | Evelyne Leu            | Anna Sukal         |
| 05.03.2005                                       | Grindelwald          | SX    | Katharina Gutensohn | Karin Huttary          | Magdalena Iljans   |
| 11.03.2005                                       | Madonna di Campiglio | AE    | Li Nina             | Anna Sukal             | Assol Sliwez       |
| 17. bis 20. März 2005: Weltmeisterschaft in Ruka |                      |       |                     |                        |                    |

## Nationencup
| Rang | Land                | Punkte |
| ---- | ------------------- | ------ |
| 1    | Vereinigte Staaten  | 664    |
| 2    | Kanada              | 612    |
| 3    | Frankreich          | 365    |
| 4    | Schweiz             | 328    |
| 5    | Österreich          | 311    |
| 6    | Volksrepublik China | 258    |
| 7    | Russland            | 248    |
| 8    | Japan               | 235    |
| 9    | Australien          | 194    |
| 10   | Schweden            | 190    |

| Rang | Land                | Punkte |
| ---- | ------------------- | ------ |
| 1    | Vereinigte Staaten  | 406    |
| 2    | Kanada              | 316    |
| 3    | Frankreich          | 205    |
| 4    | Österreich          | 168    |
| 5    | Russland            | 140    |
| 5    | Schweiz             | 140    |
| 7    | Finnland            | 121    |
| 8    | Tschechien          | 099    |
| 9    | Schweden            | 090    |
| 10   | Volksrepublik China | 088    |
| 10   | Belarus             | 088    |

| Rang | Land                | Punkte |
| ---- | ------------------- | ------ |
| 1    | Kanada              | 296    |
| 2    | Vereinigte Staaten  | 258    |
| 3    | Schweiz             | 188    |
| 4    | Volksrepublik China | 170    |
| 5    | Frankreich          | 160    |
| 6    | Japan               | 148    |
| 7    | Australien          | 144    |
| 8    | Österreich          | 143    |
| 9    | Russland            | 108    |
| 10   | Schweden            | 100    |